# Tsaobis

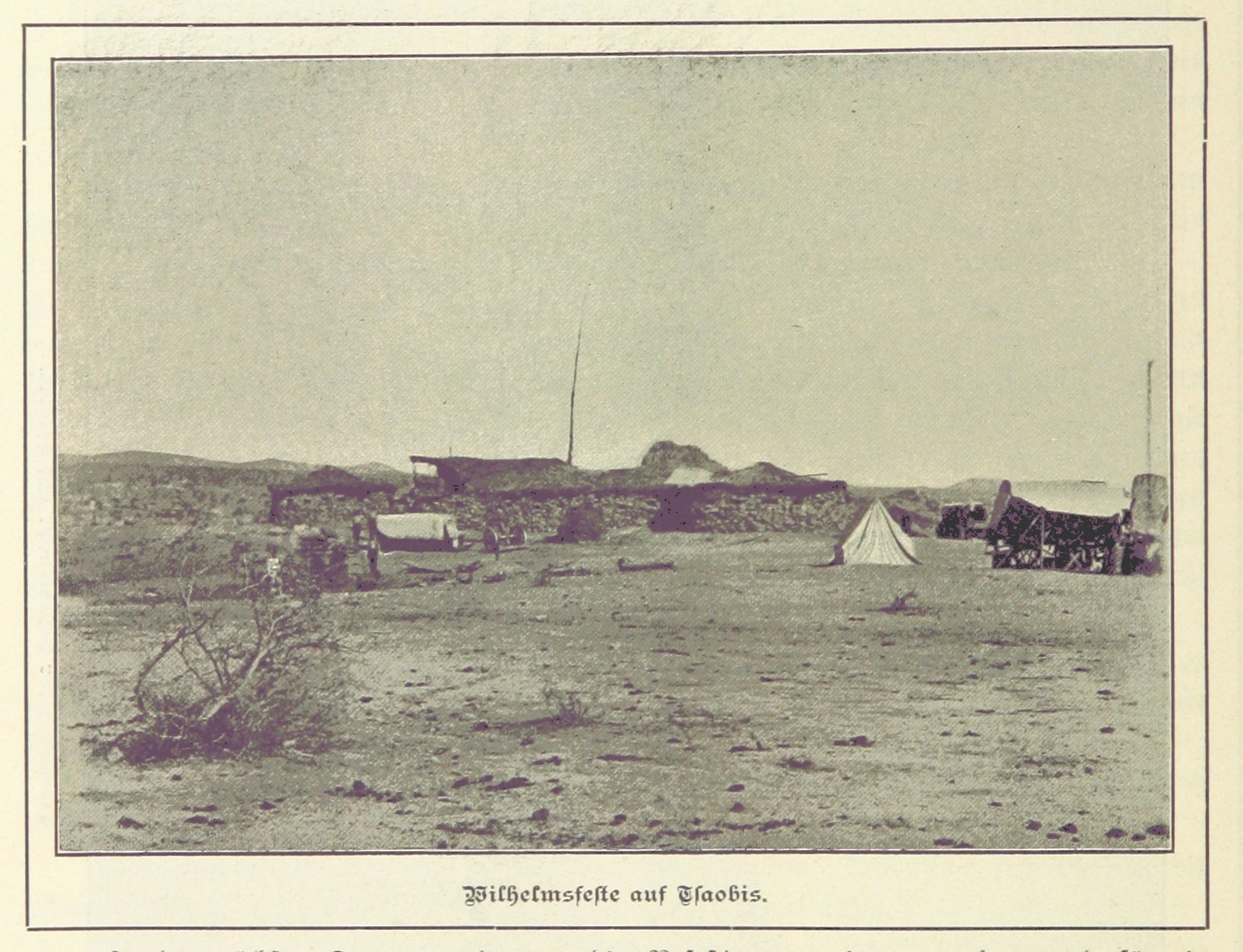
Nama und Damara bei Tsaobis (1896)

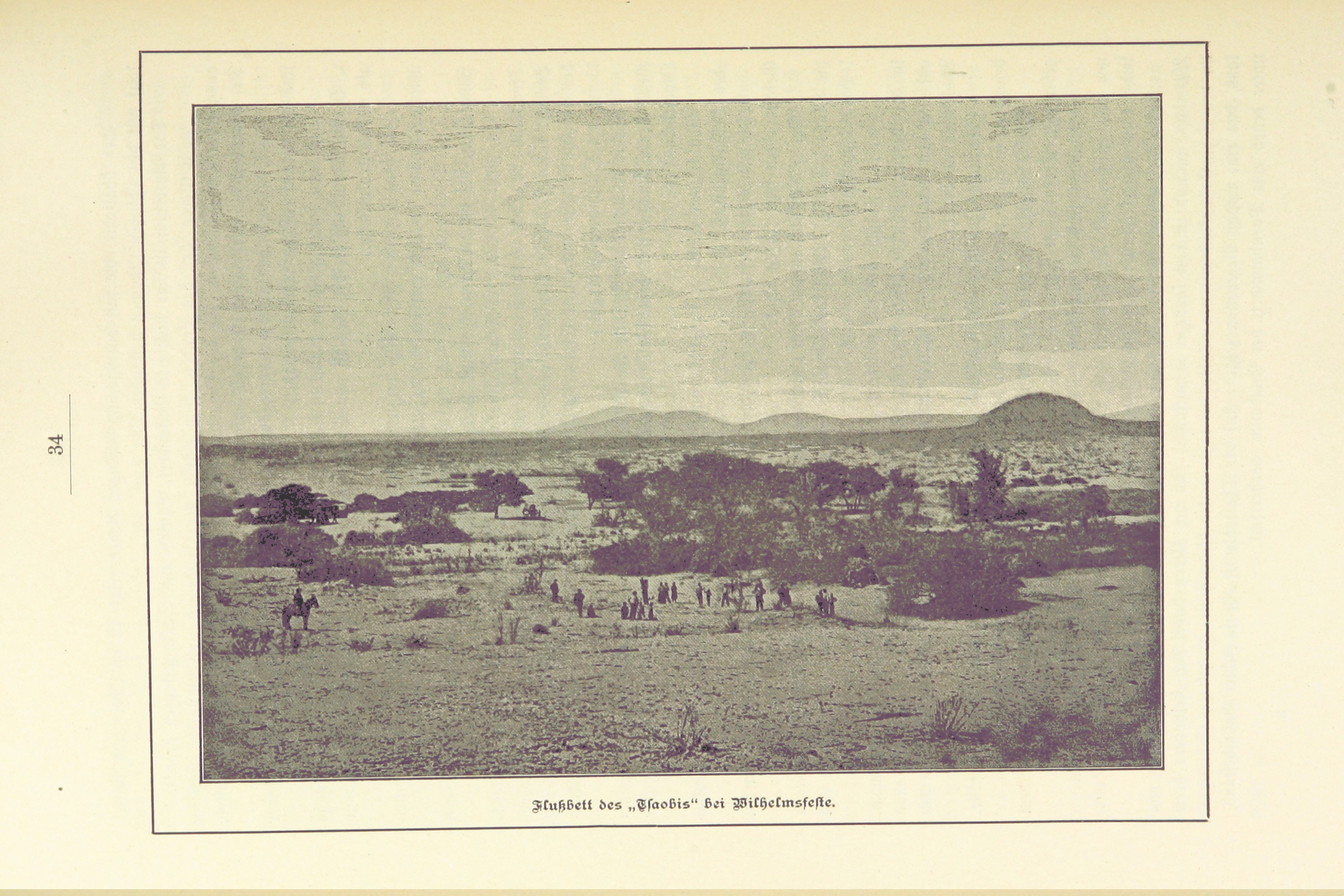
Nama und Damara ab Tsaobis bei Wilhelmsfeste (1896)

Tsaobis, ehemals Wilhelmsfeste nach Wilhelm II., ist eine Ansiedlung auf der gleichnamigen Farm in der Region Erongo im zentralen Westen Namibias. Sie liegt am Swakop.
Bekannt ist das Gebiet für das ehemalige private Naturschutzgebiet Tsaobis Leopard Nature Park, das seit 2005 dem Staat gehört und erfolgreich für die Umsiedlung im Rahmen der Landreform genutzt wird. Hier befindet sich auch eine touristische Unterkunft.

## Geschichte
Tsaobis war aufgrund der Weideflächen und Wasserstellen zu Zeiten Deutsch-Südwestafrikas ein bedeutender Umschlagplatz für Handelswaren. Zum Schutz der Handelswege und des Gebietes wurde hier um 1889 die Kaiser-Wilhelm-Feste errichtet. Während des Aufstandes der Herero und Nama fanden hier bedeutende Schlachten statt.